# Rockmaraton
Le Rockmaraton est un festival exclusivement consacré au metal extrême et se déroulant dans la ville de Pécs en Hongrie. Il accueille chaque année plus d'une centaine de groupes sur cinq jours et trois scènes.

## Programmations

### Années 2020

#### 2024
L'édition a lieu du 11 au 14 juillet.
| Scène              | jeudi 11 juillet | vendredi 12 juillet | samedi 13 juillet | dimanche 14 juillet |
| ------------------ | --- | --- | --- | --- |
| Borsodi Main Stage | - Alestorm - Accept - Leander Kills - Junkies | - Amorphis - Beast in Black - Alvin és a Mókusok - Omen | - Judas Priest - Týr | - Pokogép - Ossia - Lord - Moby Dick |
| Hell Main Stage    | - Dynazty - Totális Metál - Mudfield - Dalriada - Phoenix RT                                                                                                 | - The 69 Eyes - Depresszió - Paddy and the Rats - Rómeó Vérzik - Ørdøg                                                                                         | - Road - Hypocrisy - Annisokay - Down for Whatever - Metal Battle Gyõztes                                                                                | - Sick of it all - Dog Eat Dog - Ratos de Porão - Sing Sing - Juhász Marci                                                                                 |
| Metal.Hu Arena     | - Hollywood Rose - Caliban - Destruction - Unearth - Krisiun - Insane - Archaic - Remorse - Lovecrose - Beneath the Void - Heedless Elegance - Noble Victory | - AB/CD - Cavalera - Carcass - Igorrr - Nevergreen - Watch my Dying - Nest of Plagues - Angerseed - Agregátor - Mirror - Dying Wish - W I R E S - Misfit River | - Zorall - Moonsorrow - Evil Invaders - NFR - Omega Diatribe - Monastery - Tiansen - Auraleak - From the Sky - Stress - Radar - Tengeri Püspök - Morhord | - Akela - Uada - Marduk - Rotting Christ - Sear Bliss - Bornholm - SCHC 30' (LY + SFF) - AMD - Exodikon - Power - Hydra - Samas - Malediction - Pop Mockup |